# 山田浩之 (教育学者)
山田 浩之（やまだ ひろゆき、1964年（昭和39年） - ）は、日本の教育社会学者、広島大学大学院教育学研究科教授。

## 来歴
広島県広島市出身。1983年3月、広島市立基町高等学校卒業。1988年3月、広島大学教育学部教育学科卒業。1989年4月、広島大学大学院教育学研究科博士課程前期入学。1991年4月、同大学大学院教育学研究科博士課程後期入学。1993年3月、退学。
同年4月、松山大学経営学部講師。1996年4月、同大学同学部助教授。2001年、広島大学教育学博士。論文の題は「旧制中等教員社会の階層構造に関する歴史社会学的研究 」。2002年4月、松山大学経営学部教授。同年9月、広島大学大学院教育学研究科助教授。

## 著書
- 『教師の歴史社会学 戦前における中等教員の階層構造』晃洋書房 松山大学研究叢書 2002
- 『マンガが語る教師像 教育社会学が読み解く熱血のゆくえ』昭和堂 2004

### 翻訳
- アイヴァー・F.グッドソン『教師のライフヒストリー 「実践」から「生活」の研究へ』藤井泰共編訳 晃洋書房 2001
- アイヴァー・グッドソン, パット・サイクス『ライフヒストリーの教育学 実践から方法論まで』高井良健一,藤井泰,白松賢共訳 昭和堂 2006
- 『リーディングス日本の教育と社会 第20巻  世界から見た日本の教育』ローレンス・マクドナルド編著 菊地栄治,橋本鉱市共監訳 日本図書センター 2009

## 参考
- ISBN　978-4-7710-1343-8
- 広島大学